# 버클리 소켓
버클리 소켓(Berkeley socket) 또는 BSD 소켓은 프로세스 간 통신(IPC)에 사용되는 인터넷 도메인 소켓 및 유닉스 도메인 소켓용 API(응용 프로그래밍 인터페이스)이다. 일반적으로 연결 가능한 모듈의 라이브러리로 구현된다. 이는 1983년에 출시된 4.2BSD 유닉스 운영 체제에서 시작되었다.
소켓은 네트워크 통신 경로의 로컬 끝점에 대한 추상 표현(핸들)이다. 버클리 소켓 API는 이를 데이터 스트림에 대한 입력 및 출력을 위한 공통 인터페이스를 제공하는 유닉스 철학의 파일 설명자(파일 핸들)로 나타낸다.
버클리 소켓은 사실상 표준에서 POSIX 사양의 구성 요소로 거의 수정되지 않은 채 발전했다. POSIX 소켓이라는 용어는 본질적으로 버클리 소켓과 동의어이지만 BSD의 첫 번째 구현을 인정하여 BSD 소켓으로도 알려져 있다.